# Valtteri Filppula
Valtteri Filppula (* 20. března 1984, Vantaa) je bývalý finský hokejový útočník. Od 29. května 2022 je členem slavného Triple Gold Clubu, česky také nazývaného Trojkoruna.

## Úspěchy

### Individuální úspěchy
- Pohjola Camp 16' All-Star Team – 2000/01
- Nejproduktivnější hráč Jr. SM-liigy sk. A – 2002/03
- All-Star Team na MSJ – 2004
- Triple Gold Club – 2022

### Kolektivní úspěchy
- Stříbrná medaile z Jr. SM-liigy sk. A – 2002/03
- Bronzová medaile z MSJ – 2003 a 2004
- Stříbrná medaile z SM-liigy – 2004/05
- Zisk Stanley Cupu – 2007/08
- Bronzová medaile ze ZOH – 2010
- Zlatá medaile ze ZOH – 2022
- Zlatá medaile z MS – 2022

## Prvenství
- Debut v NHL – 15. prosince 2005 (Florida Panthers proti Detroit Red Wings)
- První asistence v NHL – 15. prosince 2005 (Florida Panthers proti Detroit Red Wings)
- První gól v NHL – 28. října 2006 (St. Louis Blues proti Detroit Red Wings, kanadskému brankáři Manny Legace)

## Klubová statistika
| Sezóna       | Klub                  | Soutěž       |       | Základní část | Základní část | Základní část | Základní část | Základní část |    | Play off | Play off | Play off | Play off | Play off |
| Sezóna       | Klub                  | Soutěž       | Z     | G             | A             | B             | TM            | Z             | G  | A        | B        | TM       |          |          |
| 2003–04      | Jokerit               | SM-l         | 49    | 5             | 13            | 18            | 6             | —             | —  | —        | —        | —        |          |          |
| 2004–05      | Jokerit               | SM-l         | 55    | 10            | 20            | 30            | 20            | 12            | 5  | 6        | 11       | 2        |          |          |
| 2005–06      | Grand Rapids Griffins | AHL          | 74    | 20            | 50            | 70            | 30            | 16            | 7  | 9        | 16       | 4        |          |          |
| 2005–06      | Detroit Red Wings     | NHL          | 4     | 0             | 1             | 1             | 2             | —             | —  | —        | —        | —        |          |          |
| 2006–07      | Detroit Red Wings     | NHL          | 73    | 10            | 7             | 17            | 20            | 18            | 3  | 2        | 5        | 2        |          |          |
| 2006–07      | Grand Rapids Griffins | AHL          | 3     | 2             | 2             | 4             | 2             | —             | —  | —        | —        | —        |          |          |
| 2007–08      | Detroit Red Wings     | NHL          | 78    | 19            | 17            | 36            | 28            | 22            | 5  | 6        | 11       | 2        |          |          |
| 2008–09      | Detroit Red Wings     | NHL          | 80    | 12            | 28            | 40            | 42            | 23            | 3  | 13       | 16       | 8        |          |          |
| 2009–10      | Detroit Red Wings     | NHL          | 55    | 11            | 24            | 35            | 24            | 12            | 4  | 5        | 9        | 6        |          |          |
| 2010–11      | Detroit Red Wings     | NHL          | 71    | 16            | 23            | 39            | 22            | 11            | 2  | 6        | 8        | 6        |          |          |
| 2011–12      | Detroit Red Wings     | NHL          | 81    | 23            | 43            | 66            | 14            | 5             | 0  | 2        | 2        | 2        |          |          |
| 2012–13      | Jokerit               | SM-l         | 16    | 6             | 9             | 15            | 6             | —             | —  | —        | —        | —        |          |          |
| 2012–13      | Detroit Red Wings     | NHL          | 41    | 9             | 8             | 17            | 6             | 14            | 2  | 4        | 6        | 4        |          |          |
| 2013–14      | Tampa Bay Lightning   | NHL          | 75    | 25            | 33            | 58            | 20            | 4             | 0  | 1        | 1        | 0        |          |          |
| 2014–15      | Tampa Bay Lightning   | NHL          | 82    | 12            | 36            | 48            | 24            | 26            | 4  | 10       | 14       | 4        |          |          |
| 2015–16      | Tampa Bay Lightning   | NHL          | 76    | 8             | 23            | 31            | 46            | 17            | 1  | 6        | 7        | 0        |          |          |
| 2016–17      | Tampa Bay Lightning   | NHL          | 59    | 7             | 27            | 34            | 24            | —             | —  | —        | —        | —        |          |          |
| 2016–17      | Philadelphia Flyers   | NHL          | 20    | 5             | 3             | 8             | 2             | —             | —  | —        | —        | —        |          |          |
| 2017–18      | Philadelphia Flyers   | NHL          | 81    | 11            | 22            | 33            | 20            | 6             | 1  | 2        | 3        | 2        |          |          |
| 2018–19      | New York Islanders    | NHL          | 72    | 17            | 14            | 31            | 16            | 8             | 0  | 4        | 4        | 2        |          |          |
| 2019–20      | Detroit Red Wings     | NHL          | 70    | 6             | 15            | 21            | 24            | —             | —  | —        | —        | —        |          |          |
| 2020–21      | Detroit Red Wings     | NHL          | 38    | 6             | 9             | 15            | 12            | —             | —  | —        | —        | —        |          |          |
| 2021–22      | HC Servette Ženeva    | NL           | 48    | 19            | 28            | 47            | 10            | 2             | 0  | 1        | 1        | 0        |          |          |
| 2022–23      | HC Servette Ženeva    | NL           | 46    | 17            | 34            | 51            | 62            | 18            | 1  | 12       | 13       | 10       |          |          |
| 2023–24      | HC Servette Ženeva    | NL           | 51    | 11            | 22            | 33            | 22            | 2             | 0  | 1        | 1        | 2        |          |          |
| 2024–25      | Jokerit               | Mestis       | 39    | 14            | 27            | 41            | 24            | 13            | 8  | 6        | 14       | 8        |          |          |
| Celkem v NHL | Celkem v NHL          | Celkem v NHL | 1,056 | 197           | 333           | 530           | 346           | 166           | 25 | 61       | 86       | 38       |          |          |

## Reprezentace
| Rok                    | Tým                    | Soutěž                 | Z  | G  | A  | B  | TM |
| ---------------------- | ---------------------- | ---------------------- | -- | -- | -- | -- | -- |
| 2002                   | Finsko 18'             | MS 18'                 | 8  | 4  | 6  | 10 | 2  |
| 2003                   | Finsko 20'             | MSJ                    | 6  | 0  | 1  | 1  | 2  |
| 2004                   | Finsko 20'             | MSJ                    | 7  | 4  | 5  | 9  | 2  |
| 2010                   | Finsko                 | ZOH                    | 6  | 3  | 0  | 3  | 0  |
| 2012                   | Finsko                 | MS                     | 10 | 4  | 6  | 10 | 6  |
| 2016                   | Finsko                 | SP                     | 3  | 1  | 0  | 1  | 0  |
| 2022                   | Finsko                 | MS                     | 10 | 3  | 2  | 5  | 2  |
| Juniorská reprezentace | Juniorská reprezentace | Juniorská reprezentace | 21 | 8  | 12 | 20 | 6  |
| Seniorská reprezentace | Seniorská reprezentace | Seniorská reprezentace | 29 | 11 | 8  | 19 | 8  |